# Vipsophobetron
Vipsophobetron is een geslacht van vlinders van de familie slakrupsvlinders (Limacodidae).

## Soorten
- V. marisa (Druce, 1900)
- V. marona Dyar, 1905